# Tüskés guvat
A tüskés guvat (Rallina leucospila) a madarak osztályának darualakúak (Gruiformes) rendjébe és a guvatfélék (Rallidae) családjába tartozó faj.

## Rendszerezése
A fajt Tommaso Salvadori olasz ornitológus írta le 1875-ben, a Corethrura nembe Corethrura leucospila néven. Egyes szervezetek a Rallicula nembe sorolják Rallicula leucospila néven.

## Előfordulása
Új-Guinea északnyugati részén, Indonézia területén honos. Természetes élőhelyei a szubtrópusi vagy trópusi hegyi esőerdők. Állandó, nem vonuló faj.

## Megjelenése
Testhossza 25 centiméter.

## Természetvédelmi helyzete
Az elterjedési területe kicsi, egyedszáma pedig csökken. A Természetvédelmi Világszövetség Vörös listáján mérsékelten fenyegetett fajként szerepel.